# صفوان ثابت
صفوان ثابت هو مهندس مصري ورئيس غرفة الصناعات الغذائية باتحاد الصناعات المصرية، وصاحب شركة جهينة للصناعات الغذائية.

## النشأة
هو المهندس صفوان أحمد ثابت السميري الجهني وهو من السمرة من موسى من قبيلة جهينة وعائلته موجودة في بلدة عرب جهينة التابعة لمركز شبين القناطر بمحافظة القليوبية.

## حياته العملية

### مشروع الصالحية
البداية كانت في وزارة الزراعة حيث استطعنا الحصول على عقد ابتدائي بين الوزارة وشركة الصالحية للاستثمار والتنمية بتاريخ 30 سبتمبر 1993 لبداية عملها كشركة مساهمة مصرية مكونة من بنك الاستثمار القومي وشركة المقاولون العرب كإحدى شركات القطاع العام وبنك القاهرة وبنك مصر أحد بنوك القطاع العام للاستثمار في عدة مجالات منها الإنتاج والتصنيع الزراعي واستصلاح الأراضي والتسويق بترخيص من هيئة الاستثمار برأس مال 50 مليون جنيه على أن يكون مركز الشركة مدينة الصالحة الجديدة وتكون محددة بمدة 25 عاما وأن يتم طرح الأسهم للاكتتاب في رأس المال، وبعد أقل من 5 سنوات من التأسيس وعلى خلاف المدة المحددة للعقد قامت شركة المقاولون العرب كأحد المؤسسين بالتضامن مع وزارة الزراعة باعتبارها الشريك الثاني بالمنطقة بإيقاف العقد وبيع منطقة الشباب بالمشروع إلى شركة السادس من أكتوبر شركة مساهمة مصرية تحت التأسيس يمثلها مجموعة من رجال الأعمال المعروفين يمثل مجلس الإدارة صفوان ثابت وشفيق بغدادي وأعضاء المجلس أحمد بهجت ومحمد أبو العينين و 14 عضوا آخرين والتي اشترت 33 ألفا و 551 فدانا وما عليها من مبان ومنشآت بعد أن فضلت اللجنة المشكلة من وزارة الزراعة العرض المقدم من الشركة بين عدد من العروض الأخرى بعد إلغاء مزاد على الأرض وقدر بشكل مبدئي سعر الفدان فيها بـ20 ألف جنيه، في حين تمت الموافقة على البيع للشركة للفدان بسعر 8 آلاف جنيه وبثمن إجمالي قدره 326 مليونا و 536 ألف جنيه وبالتقسيط بحيث يتم دفع مقدم بمبلغ 84 مليونا و 900 ألف جنيه بما يمثل 26 % من قيمة الصفقة، على أن يسدد باقى المبلغ على 7 أقساط الأول بقيمة 15 مليون جنيه يسدد بعد 15 شهرا من تاريخ تسليم الأرض والثاني قيمته 15 مليون جنيه بعد سنة من القسط الأول والثالث بنفس قيمة القسطين السابقين بعد سنتين من تاريخ استحقاق القسط الأول، أما الرابع وقدره 49 مليونا و 159 ألف جنيه بعد 3 سنوات من القسط الأول والقسط الخامس بنفس القيمة بعد أربع سنوات من تاريخ استحقاق القسط الأول وكذلك السادس والسابع بعد خمس وست سنوات، على أن تحافظ الشركة على المحطات الموجودة والمنشآت الموجودة بالمشروع خلال فترة سداد الأقساط والتي تمتد حسب بداية العقد 1997 إلى 6 سنوات وثلاثة شهور أي تنتهي في عام 2002.
وهذا ما لم يحدث من الشركة التي تلكأت في تسديد الأقساط السنوية والذي جاء مخالفا للبند السادس من العقد الذي ينص على التزام الطرف الثاني بسداد قيمة الأقساط وعائدها الاستثماري في مواعيدها ولا يجوز له تأخير أي قسط أو أي جزء منه لأي سبب من الأسباب وفي حالة التأخر عن قسطين متتاليين يكون من حق الوزارة -بعد التنبيه عليه بكتاب مسجل بالسداد خلال شهر- اعتبار العقد مفسوخا من تلقاء نفسه وفي هذه الحالة تكون الأرض في حكم المؤجرة طبقا لآخر قيمة إيجارية خلال الفترة التي كانت فيها الأرض تحت يده وخصم قيمة هذا الإيجار مما سبق سداده كما لا يحق للطرف الثاني المطالبة بأي تعويضات عما أقامه من منشآت على الأرض، وكذلك البند العاشر من العقد المبرم بين الطرفين الذي ينص على عدم جواز تصرف الطرف الثاني في الأرض قبل سداد كامل الثمن وإلا أصبح العقد مفسوخا من تلقاء نفسه دون اتخاذ أي إجراء قضائي، إلا أنه تم تسجيل العقد النهائي منذ شهور قليلة بالشهر العقاري بمدينة الإسماعيلية والذي حصلت «اليوم السابع» على نسخة منه وذلك بتاريخ 29 يوليو 2006 أي بعد مرور أكثر من ثلاث سنوات من تاريخ استحقاق آخر قسط وهو مخالفة قانونية صريحة.
وجاءت المخالفة الثانية والصريحة والتي كشفت مخطط الشركة الكبير للبيع لمستثمر أجنبي في صيغة التسجيل التي جاءت باسم نفس الشركة ولكن بإدارة ليبية تتبع أحمد قذاف الدم يمثلها عضو منتدب يدعى عز الدين علي الغدامسي والمثبت بالعقود الرسمية بأنه ليبي الجنسية مما يشكل مخالفة جسيمة تستر عليها العديد من الجهات الحكومية أو كانت في غفلة من أمرها والتي كان يجب أن تتحقق من العقود المقدمة لها والتي التفت وباعت أسهم الشركة لمستثمرين ليبيين دون الرجوع إلى وزارة الزراعة أو تعديل بنود التعاقد معها ودون الرجوع إلى هيئة الاستثمار وهي الجهة التي منحت الترخيص للشركة للشراء في البداية وصدقت على العقد النهائي الموثق بين الوزارة والشركة دون أن تدري أن الملاك الفعليين للشركة قد تغيروا بملاك أجانب دون تسديد باقي مستحقات الدولة التي منحت مجموعة من كبار رجال الأعمال ما لا يستحقونه.
بقي أن نذكر أن الفترة التي قامت فيها شركة السادس من أكتوبر ببيع الأرض للمستثمر الليبي وتمتد من 2003 إلى 2005 كان سعر الفدان الواحد يبلغ وفقا لما أكدته مصادرنا 50 ألف جنيه، وبحسبة بسيطة يتضح أن ما حصل عليه رجال الأعمال المصريون المساهمون في شركة السادس من أكتوبر من بيع الـ33 ألفا و 551 فدانا تبلغ قيمته الإجمالية حوالي مليار و 675 مليون جنيه، رغم أنهم اشتروها بنحو 326 مليونا وعلى أقساط ولم يسددوا سوى قسط واحد منها.
تم التحفظ على أمواله من قبل لجنة حصر أموال الإخوان بسبب اتهامات طالت بتمويل المظاهرات التي أعقبت ثورة 30 يونيو.

## حريق 6 أكتوبر 2010
في 22 أبريل 2010، شبَّ حريق في شركة جهينة للصناعات الغذائية في محافظة 6 أكتوبر، وكان ذلك في الساعة الرابعة صباحا في مخازن الشركة المجاورة للمصنع، ولم يشعر به أحد إلا بعد مرور 15 دقيقة، مما أدى إلى امتداد الحريق إلى المصنع بالكامل بنسبة 90% منه. وأشار المصدر إلى أن خسائر المصنع بلغت 350 مليون جنيه، ونفى وجود أي خسائر في الأرواح، حيث يصل عدد العمال إلى 300 عامل، ويعد هذا المصنع أحد أكبر فروع مصانع جهينة من الـ 6 مصانع لتصنيع الزبادي.
كما أضاف أن الحريق تم إطفاؤه من النار، ولكن لا يزال وجود الأبخرة السوداء تتصاعد من نتائج الحريق بالمصنع، مشيرا إلى أنه حتى الآن لم تتوصل جهات الأمن إلى السبب الرئيسي للحريق.
كما حدث في اليوم نفسه حريق في مخلفات التصنيع المكشوفة بمقر الشركة الشرقية للدخان بالمجمع الصناعي بمحافظة 6 أكتوبر، وتعقيبا على أسباب الحريق أشار أنه سيتم إجراء تحقيقات لمعرفة الأسباب في ضوء ما تسفر عنه التحقيقات والتي تجريها الأجهزة المعنية، مشيرا إلى أن التقديرات المبدئية للخسائر المادية حوالي 30 ألف جنيه.

## إعتقاله والافراج عنه
في ديسمبر 2020، ألقت الأجهزة الأمنية المصرية القبض على صفوان ثابت رئيس مجلس إدارة شركة جهينة للصناعات الغذائية وبعد شهرين أُلقي القبض على نجله سيف الدين بعد أن تولى منصب رئيس مجلس إدارة الشركة خلفاً لوالده.
وكانت لجنة قضائية شكلتها الحكومة المصرية أصدرت قرارا في أغسطس/آب 2015 بالتحفظ على أموال وممتلكات رئيس جهينة بسبب صلات مزعومة له بجماعة الإخوان المسلمين المحظورة. وظل ثابت رئيسا للشركة حتى أدرج على «قوائم الإرهاب» في 2017 لمدة ثلاث سنوات.
قالت منظمة العفو الدولية في 27 سبتمبر 2021 إن السلطات المصرية تسيء استخدام قوانين مكافحة الإرهاب من أجل احتجاز رجل الأعمال البارز صفوان ثابت وابنه بشكل تعسفي، في ظروف ترقى إلى التعذيب، وذلك انتقاماً منهما لرفضهما تسليم أصول شركتهما.
بعد يومين فقط من بيان العفو الدولية (30 سبتمبر)، أعلنت وزارة الداخلية المصرية في بيان لها تمكنها من إجهاض مخطط يستهدف إعادة إحياء نشاط «تنظيم جماعة الإخوان المسلمين» من خلال استخدام شركات صفوان ثابت «في عمليات نقل وإخفاء أموال التنظيم واستثمار عوائدها لصالح أنشطة إرهابية» مضيفة أنه تم العثور على 8.4 مليون دولار وذخيرة في شقة سكنية بمحافظة الجيزة. ووصف البيان ثابت بأنه أحد قادة جماعة الإخوان.
أعلنت ابنة رجل الأعمال صفوان ثابت، السبت 21 يناير 2023، الافراج عن والدها وشقيقها سيف وذلك بعد مرور أكثر من عامين على حبسهما بتهمة "التحريض على العنف والانضمام إلى جماعة إرهابية وتمويلها". عقب ذلك، قررت محكمة جنايات القاهرة رفع اسم صفوان ثابت من على قوائم "الإرهابيين".